# Metatrachelas macrochelis
Espèce
Synonymes
- Trachelas macrochelis Wunderlich, 1992

Metatrachelas macrochelis est une espèce d'araignées aranéomorphes de la famille des Trachelidae.

## Distribution
Cette espèce se rencontre en Espagne en Andalousie et aux îles Canaries, au Portugal aux Açores et en Algérie,.

## Description
Le mâle décrit par Bosselaers, Urones, Barrientos et Alberdi en 2009 mesure 2,95 mm et les femelles de 2,84 à 3,71 mm.

## Publication originale
- Wunderlich, 1992 : Die Spinnen-Fauna der Makaronesischen Inseln: Taxonomie, Ökologie, Biogeographie und Evolution. Beiträge zur Araneologie, vol. 1, p. 1-619.